# کوزلوویتسه (ناحیه پلزن-جنوبی)
کوزلوویتسه (به چکی: Kozlovice) یک منطقهٔ مسکونی در جمهوری چک است که در Plzeň-South District واقع شده‌است. کوزلوویتسه ۳٫۸۵ کیلومتر مربع مساحت و ۸۷ نفر جمعیت دارد و ۴۸۵ متر بالاتر از سطح دریا واقع شده‌است.

## گالری

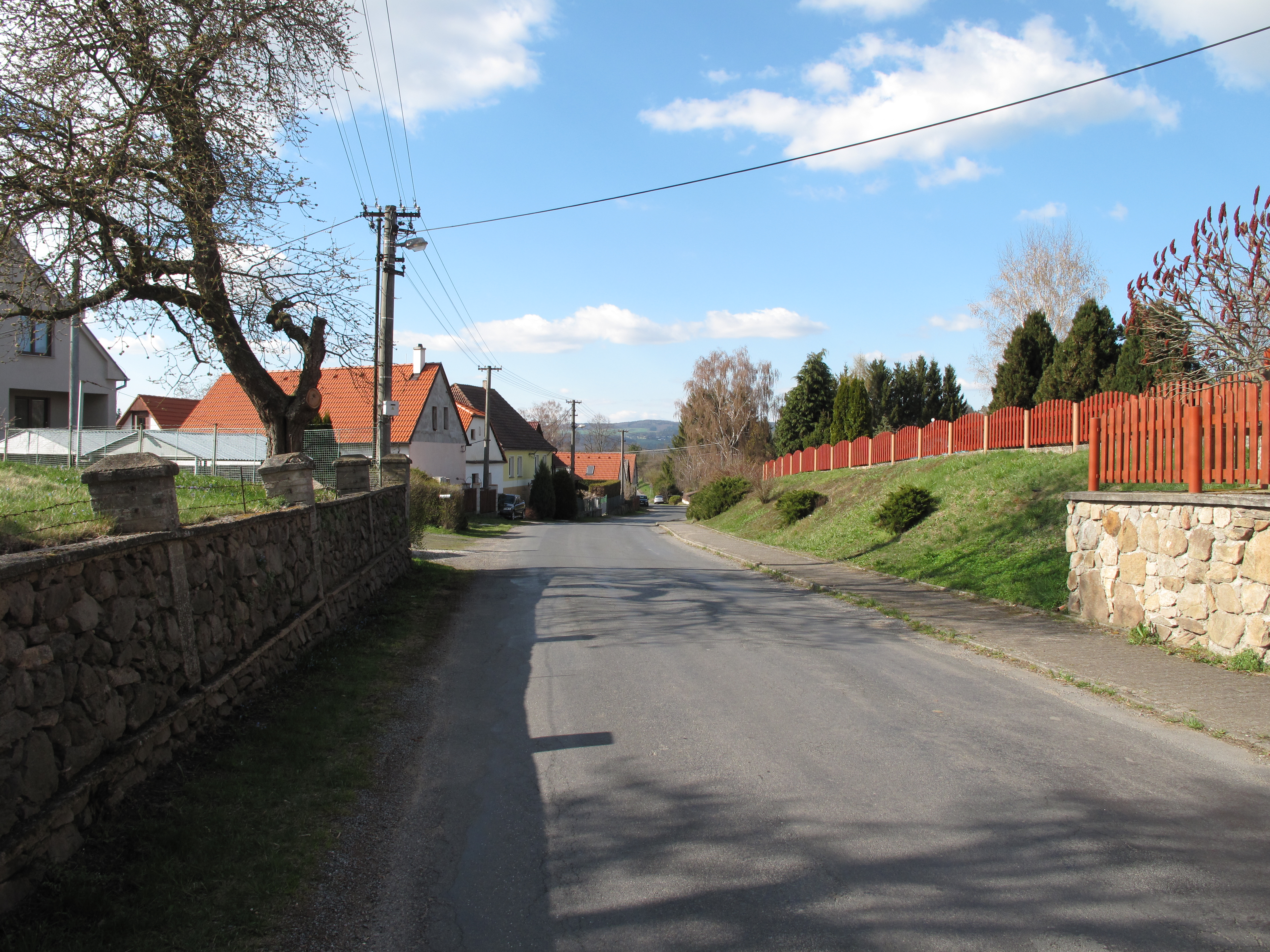
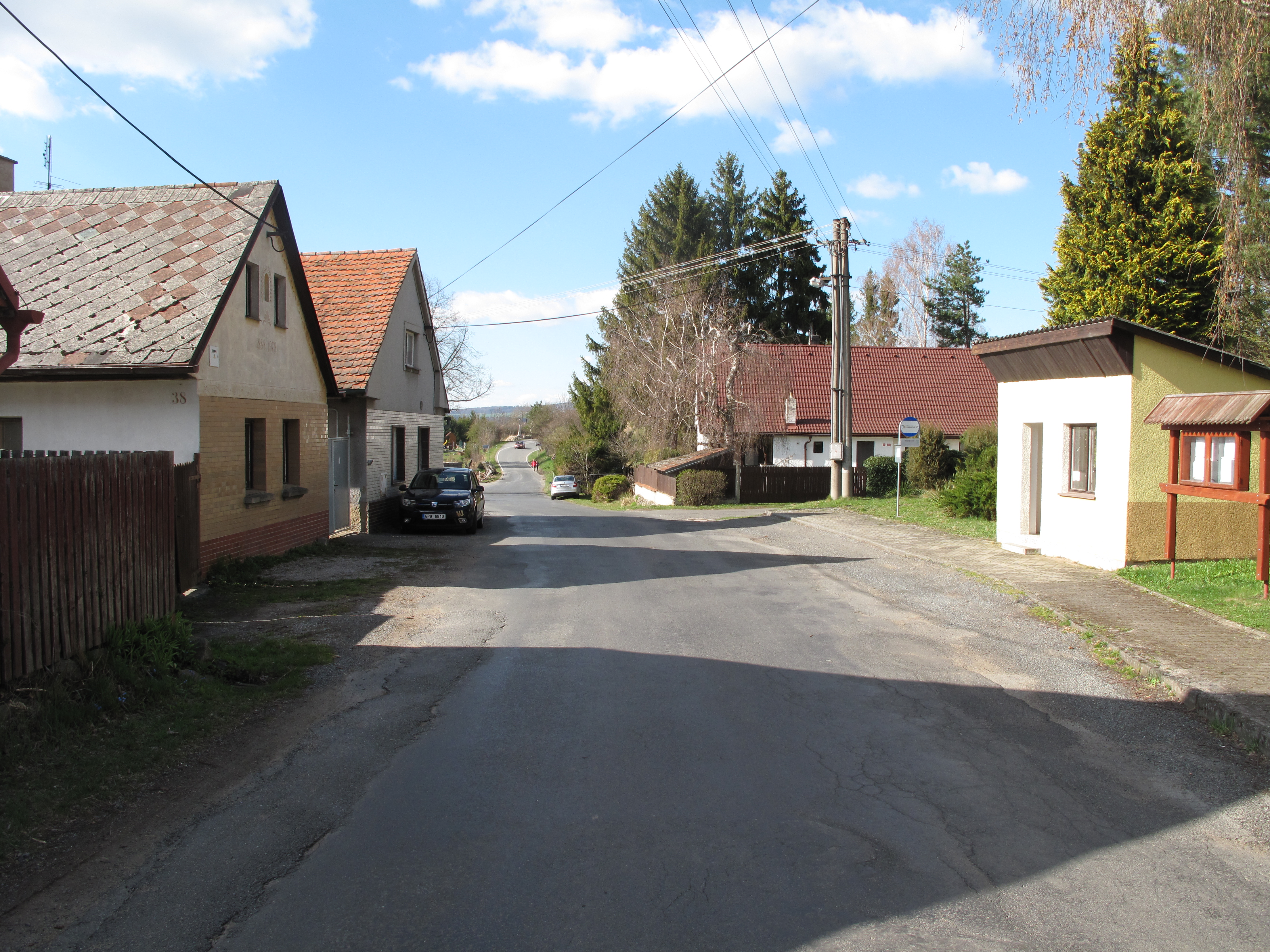